# Frauenkirche (München)
De Frauenkirche (Onze-Lieve-Vrouwekerk) in de Duitse stad München is de grootste kerk van de stad en de kathedraal van het aartsbisdom München en Freising.
De kerk – 109 meter lang, 40 meter breed en 99 meter hoog – biedt plaats aan 20.000 (staande) kerkbezoekers en wordt als kathedraal nog regelmatig gebruikt voor eucharistievieringen.
De kathedraal verving een oudere kerk uit de 12e eeuw, die door de bevolkingsgroei te klein geworden was. Opdrachtgever tot de bouw was de hertog Sigismund van Beieren. Het project startte in 1468. De kerk werd gebouwd in laat-gotische stijl en opgetrokken uit rode baksteen. De totale bouw duurde slechts twintig jaar en werd afgesloten met de oplevering van de twee torens in 1488.
De kerk werd in 1494 officieel ingewijd.
De oorspronkelijke plannen voor de torens (met spitsen zoals de Dom van Keulen) kon geen doorgang vinden vanwege geldgebrek. De koepels die zich nu op de torens bevinden en geïnspireerd waren op de Rotskoepel van Jeruzalem, werden in 1525 voltooid.

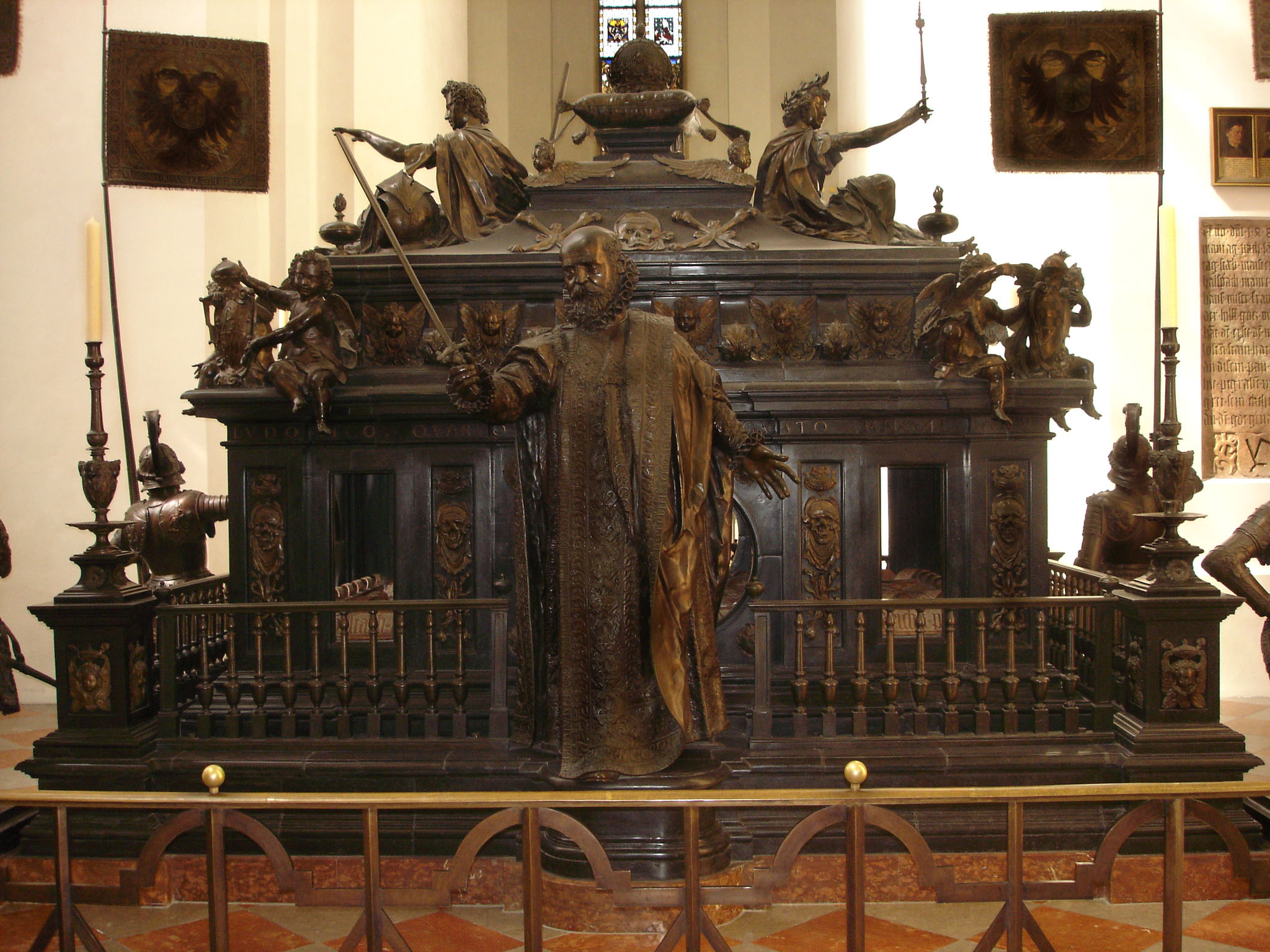
Grafmonument Lodewijk IV

In het gebouw zelf bevinden zich nog kunstwerken uit de 14e -18e eeuw, met als hoogtepunten de gotische glas-in-loodramen en het grafmonument van keizer Lodewijk IV van het Heilige Roomse Rijk.

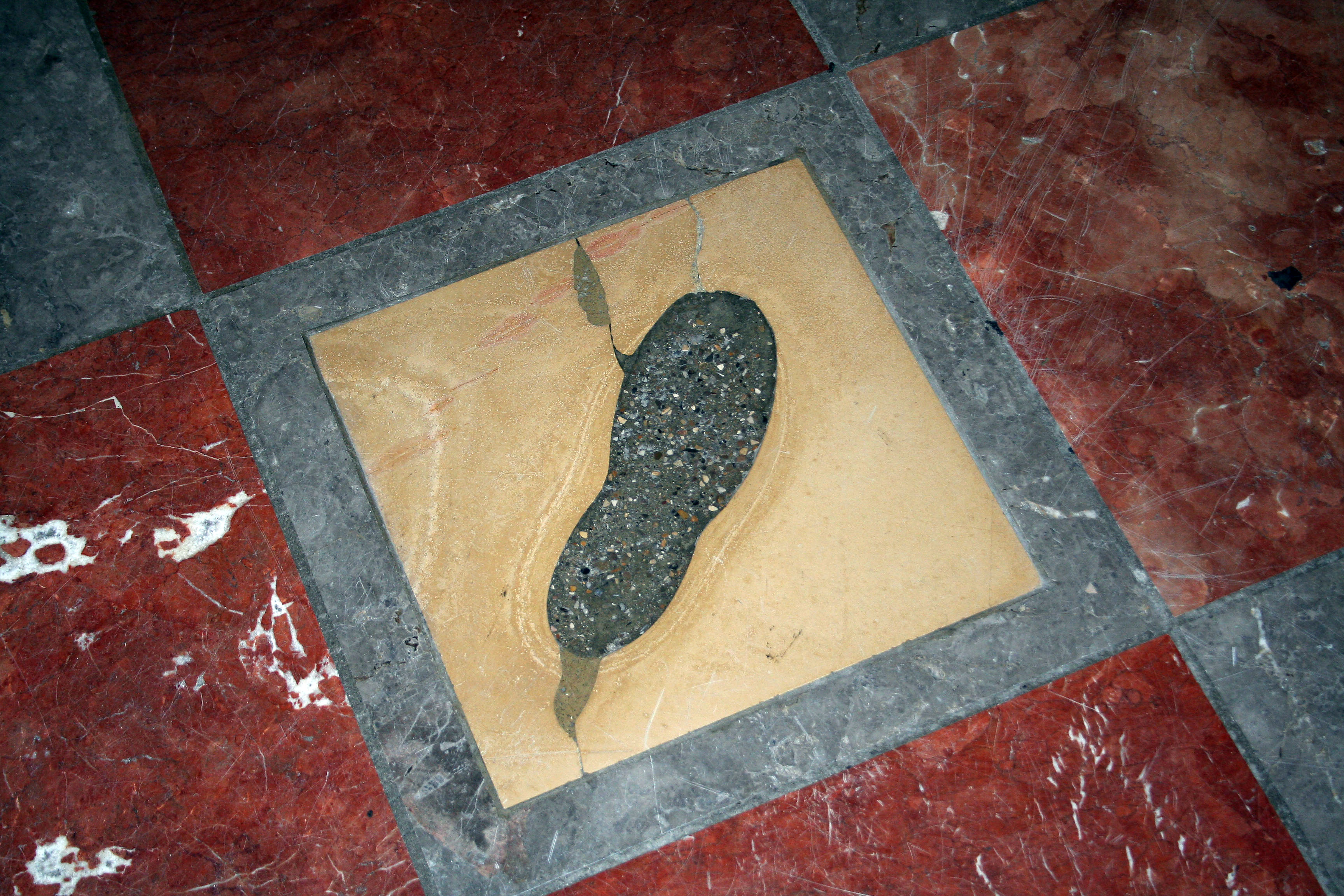
Teufelstritt

Een opmerkelijke bezienswaardigheid is de zogenaamde Teufelstritt, de voetstap van de duivel. Bij de ingang bevindt zich in een van de vloertegels een voetafdruk met een staartje aan de hiel. De legende vertelt dat de duivel hier heeft gestaan om het nieuwe kerkgebouw te bezichtigen en het gebouw belachelijk te maken, omdat het geen ramen bevatte (vanuit deze plaats zijn de ramen in de kerk namelijk niet te zien).
Tijdens de Tweede Wereldoorlog stortte bij bombardementen het dak in en een van de torens van de kathedraal werd zwaar beschadigd. Na de oorlog vonden restauraties plaats die niet konden verhullen dat diverse kunstwerken in het interieur voorgoed verloren waren gegaan.